# Texas Motor Speedway
Texas Motor Speedway é um circuito oval localizado em Fort Worth, Texas, nos Estados Unidos.

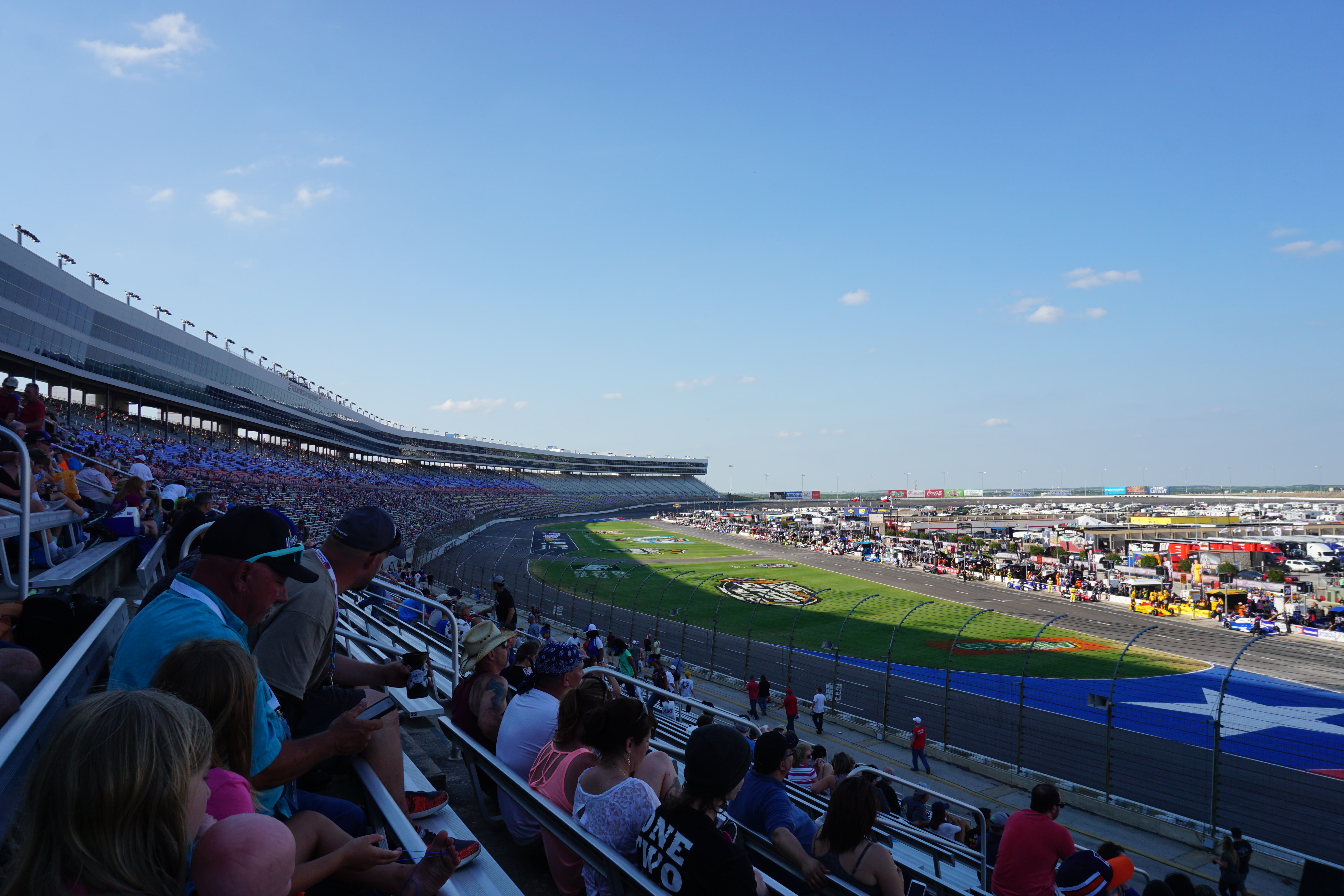
Visão interna do circuito.

A extensão do circuito é de 1,5 milhas ou 2,4 km, possui uma inclinação de 24° nas curvas e possui um formato parecido com o Atlanta Motor Speedway e o Charlotte Motor Speedway.
A primeira prova do circuito foi da NASCAR em 1997, atualmente recebendo duas provas da categoria por ano, também está presente desde a primeira temporada da IndyCar Series em 1996.
Iria receber uma prova da CART em 2001, mas foi cancelada por conta de um possível boicote dos pilotos em relação à alta força G do circuito com suas curvas de alta inclinação.